# Oxycephala
Oxycephala là một chi bọ cánh cứng trong họ Chrysomelidae.
Chi này được miêu tả khoa học năm 1838 bởi Guérin-Méneville.

## Các loài
Chi này gồm các loài:
- Oxycephala cornigera Guérin-Méneville, 1838